# Rasbora

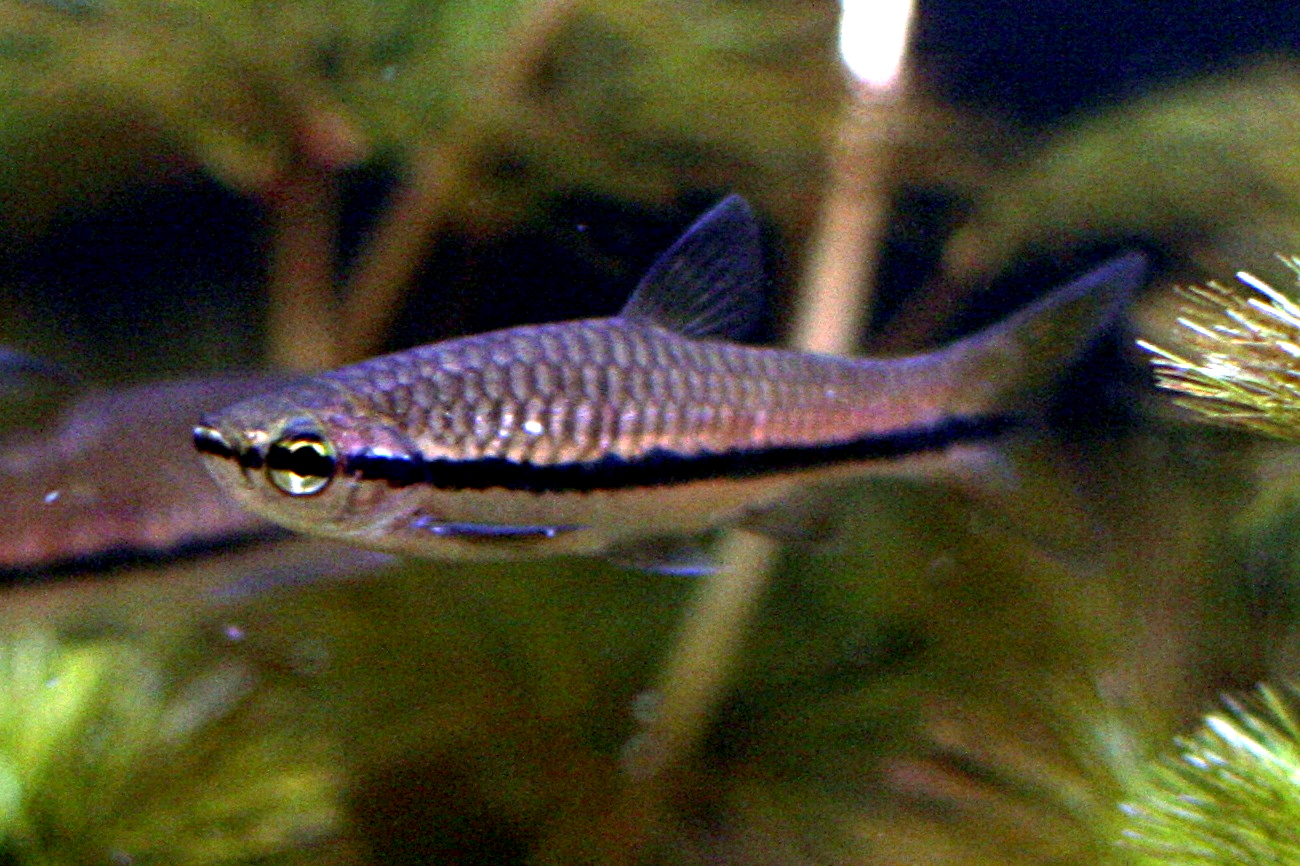
Rasbora einthovenii

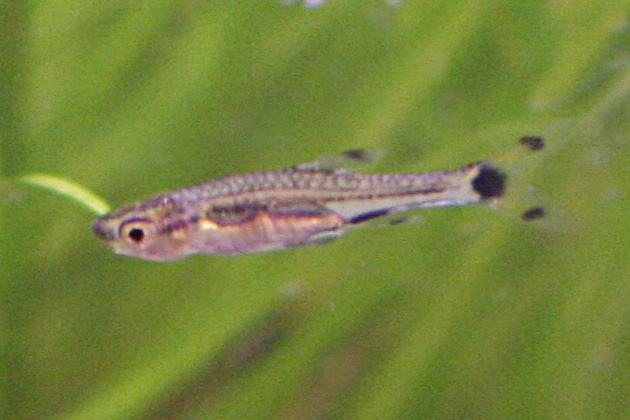
Rasbora spilocerca

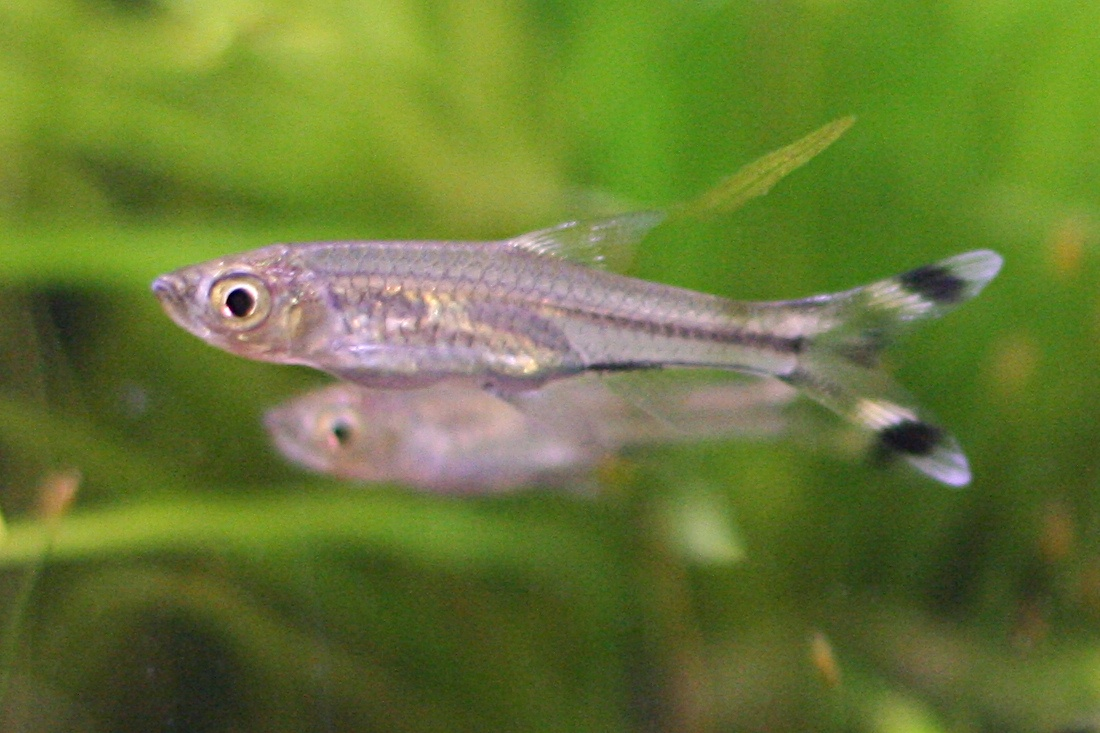
Rasbora trilineata

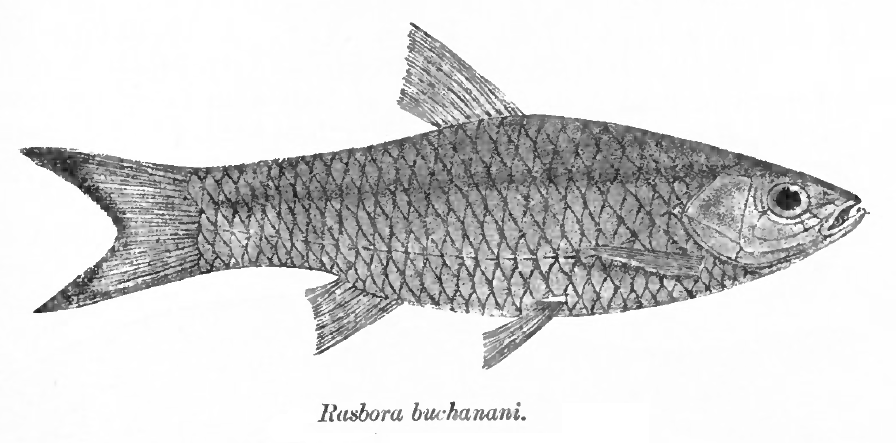
Rasbora rasbora

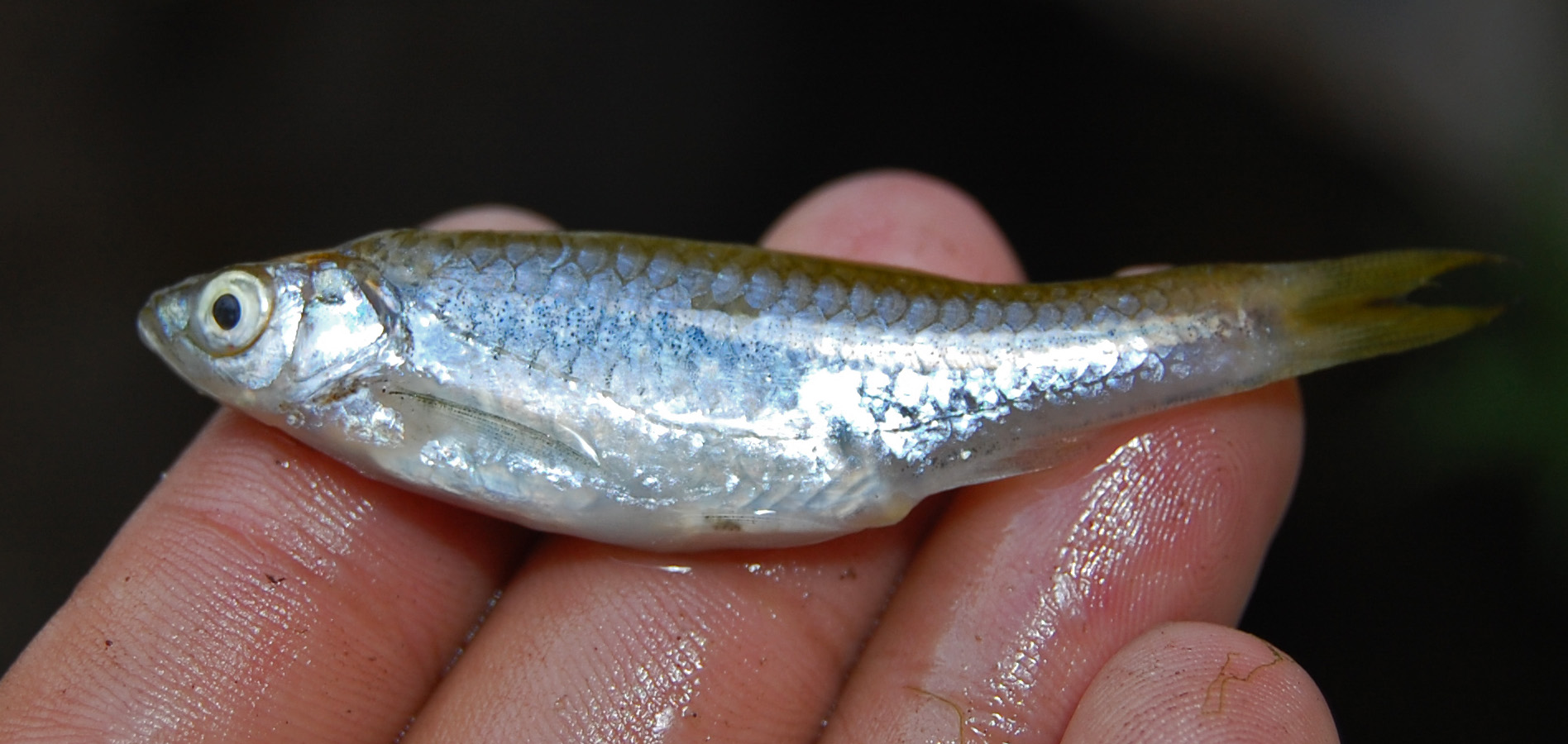
Rasbora argyrotaenia capturat a Java (Indonèsia).

Rasbora és un gènere de peixos de la família dels ciprínids i de l'ordre dels cipriniformes que es troba a l'Àsia Sud-oriental i a Àfrica.

## Taxonomia
- Rasbora agilis (Ahl, 1937)
- Rasbora amplistriga (Kottelat, 2000)[2]
- Rasbora aprotaenia (Hubbs & Brittan a Brittan, 1954)[3]
- Rasbora argyrotaenia (Bleeker, 1850)[4]
- Rasbora atridorsalis (Kottelat & Chu, 1987)[5]
- Rasbora aurotaenia (Tirant, 1885)[6]
- Rasbora baliensis (Hubbs & Brittan a Brittan, 1954)[3]
- Rasbora bankanensis (Bleeker, 1853)[7]
- Rasbora beauforti (Hardenberg, 1937)[8]
- Rasbora borapetensis (Smith, 1934)[9]
- Rasbora borneensis (Bleeker, 1860)[10]
- Rasbora brittani (Axelrod, 1976)[11]
- Rasbora bunguranensis (Brittan, 1951)[12]
- Rasbora calliura (Boulenger, 1894))[13]
- Rasbora caudimaculata (Volz, 1903)[14]
- Rasbora caverii (Jerdon, 1849)[15]
- Rasbora cephalotaenia (Bleeker, 1852)[16]
- Rasbora chrysotaenia (Ahl, 1937)[17]
- Rasbora daniconius (Hamilton, 1822)[18]
- Rasbora dies (Kottelat, 2007)[19]
- Rasbora dorsinotata (Kottelat & Chu, 1987)[20]
- Rasbora dorsiocellata (Duncker, 1904)[21]
- Rasbora dusonensis (Bleeker, 1851)[22]
- Rasbora einthovenii (Bleeker, 1851)[23]
- Rasbora elegans (Volz, 1903)[24]
- Rasbora ennealepis (Roberts, 1989)[25]
- Rasbora gerlachi (Ahl, 1928)[26]
- Rasbora gracilis (Kottelat, 1991)[27]
- Rasbora hobelmani (Kottelat, 1984)[28]
- Rasbora hosii (Boulenger, 1895)[29]
- Rasbora hubbsi (Brittan, 1954)[30]
- Rasbora jacobsoni (Weber & de Beaufort, 1916)[31]
- Rasbora johannae (Siebert & Guiry, 1996)[32]
- Rasbora kalbarensis (Kottelat, 1991)[27]
- Rasbora kalochroma (Bleeker, 1851)[33]
- Rasbora kottelati (Lim, 1995)[34]
- Rasbora labiosa (Mukerji, 1935)[35]
- Rasbora lateristriata (Bleeker, 1854)[36]
- Rasbora laticlavia (Siebert & Richardson, 1997)[37]
- Rasbora leptosoma (Bleeker, 1855)[38]
- Rasbora meinkeni (de Beaufort, 1931)[39]
- Rasbora myersi (Brittan, 1954)
- Rasbora notura (Kottelat, 2005)[40]
- Rasbora ornatus (Vishwanath & Laisram, 2005)[41]
- Rasbora pauciperforata (Weber & de Beaufort, 1916)[31]
- Rasbora paucisqualis (Ahl a Schreitmüller, 1935)[42]
- Rasbora paviana (Tirant, 1885)
- Rasbora philippina (Günther, 1880)[43]
- Rasbora punctulatus (Seale & Bean, 1907)
- Rasbora rasbora (Hamilton, 1822)[18]
- Rasbora reticulata (Weber & de Beaufort, 1915)[44]
- Rasbora rubrodorsalis (Donoso-Büchner & Schmidt, 1997)[45]
- Rasbora rutteni (Weber & de Beaufort, 1916)[31]
- Rasbora sarawakensis (Brittan, 1951)[12]
- Rasbora semilineata (Weber & de Beaufort, 1916)[31]
- Rasbora septentrionalis (Kottelat, 2000)[46]
- Rasbora spilocerca (Rainboth & Kottelat, 1987)[47]
- Rasbora spilotaenia (Hubbs & Brittan, 1954)[3]
- Rasbora steineri (Nichols & Pope, 1927)[48]
- Rasbora subtilis (Roberts, 1989)[25]
- Rasbora sumatrana (Bleeker, 1852)[49]
- Rasbora taeniata (Ahl, 1922)
- Rasbora tawarensis (Weber & de Beaufort, 1916)[31]
- Rasbora taytayensis (Herre, 1924)
- Rasbora tobana (Ahl, 1934)[50]
- Rasbora tornieri (Ahl, 1922)[51]
- Rasbora trifasciata (Popta, 1905)[52]
- Rasbora trilineata (Steindachner, 1870)[53]
- Rasbora tubbi (Brittan, 1954)[30]
- Rasbora tuberculata (Kottelat, 1995)[54]
- Rasbora urophthalma (Ahl, 1922)[55]
- Rasbora vaterifloris (Deraniyagala, 1930)[56]
- Rasbora volzii (Popta, 1905)[52]
- Rasbora vulcanus (Tan, 1999)[57]
- Rasbora wijnbergi (Meinken, 1963)
- Rasbora wilpita (Kottelat & Pethiyagoda, 1991)[58][59][60][61][62][63][64][65][66][67]